# Camptown Races

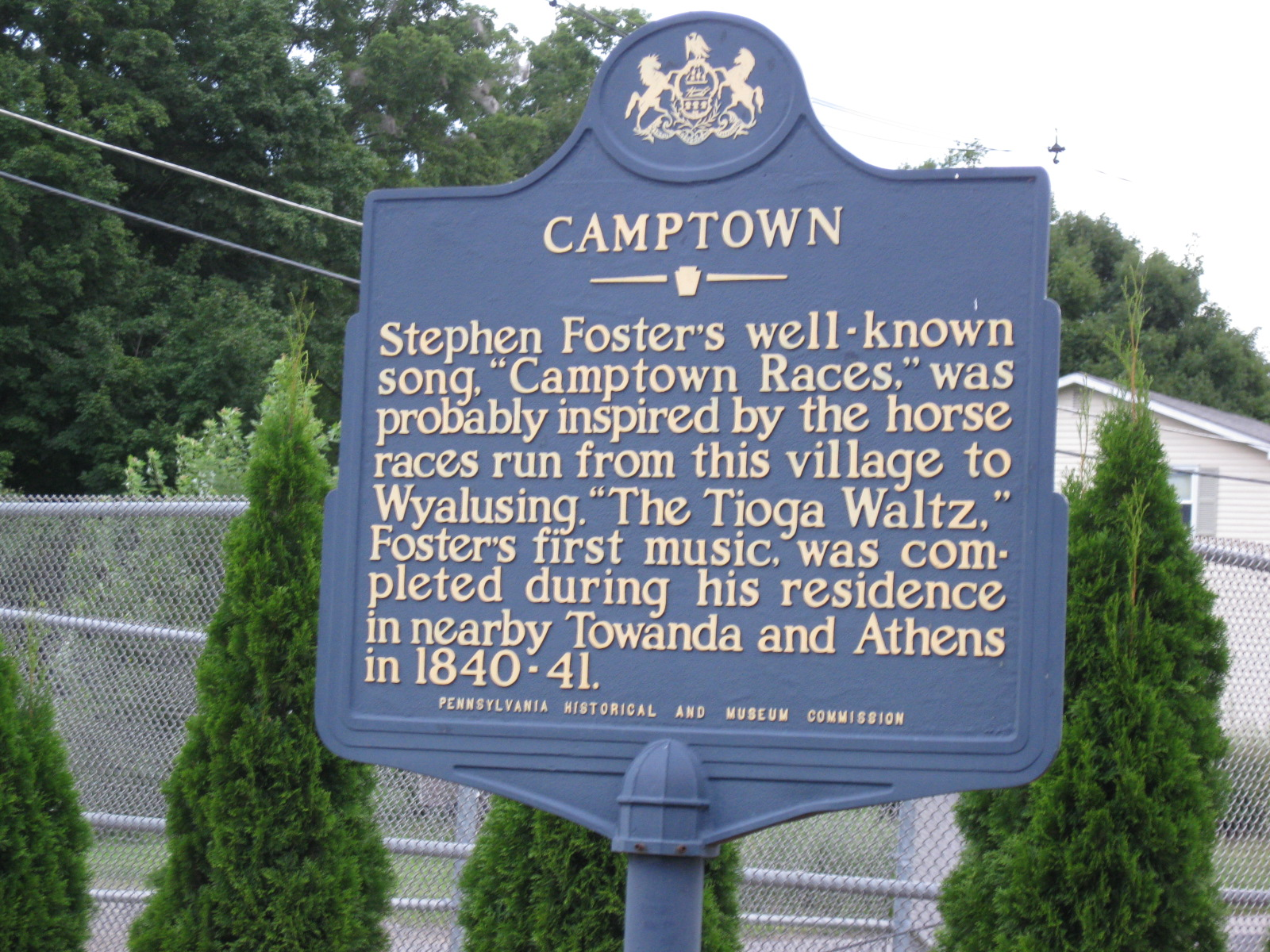
Route 706, Pennsylvanie

Gwine to Run All Night, or De Camptown Races, plus connue sous le nom de Camptown Races, est une chanson de minstrel de Stephen Foster. Benteen la publie en février 1850 ; il en publie également une version avec accompagnement de guitare en 1852 sous le titre The Celebrated Ethiopian Song / Camptown. La chanson entre rapidement dans le patrimoine populaire américain. En 1909, Charles Ives l'intègre avec d’autres mélodies américaines dans sa deuxième symphonie. 
Hugues Aufray l'a adaptée en français, sous le titre Le port de Tacoma.